# Sljedeća tri dana
Sljedeća tri dana (engl. The Next Three Days) američki je filmski triler iz 2010. godine, scenariste i režisera Pola Hagisa. Glavne uloge igraju Rasel Krou i Elizabet Benks. Premijerno je objavljen u Sjedinjenim Američkim Državama 19. novembra 2010. godine, a sniman je na lokacijama u Pitsburgu. Predstavlja rimejk francuskog filma Pour elle iz 2008. godine, autora Freda Kavajea i Gijoma Lemana.

## Radnja
Lara Brenan (Elizabet Benks) pogrešno je osuđena za ubistvo svog šefa i izrečena joj je kazna doživotnog zatvora. Njen mali sin Luk prestaje da je poznaje tokom posjeta u zatvoru. Nakon neuspješne žalbe, advokat oklijeva po pitanju oslobađajuće presude. Lara se pokuša ubiti, a njen muž — nastavnik Džon (Rasel Krou) — postaje opsjednut da je izbavi iz zatvora.
Džon se savjetuje s Dejmonom Peningtonom (Lijam Nison), bivšim osuđenikom koji je napisao knjigu o bjekstvu iz zatvora. Slušajući Dejmonove savjete, Džon se priprema da izvadi svoju ženu iz zatvora. Proučava rute bjekstva i zatvorske rutine, te kupuje pištolj. Nailazi na poteškoće pri pribavljanju lažnih isprava, pa gubi veći dio novca; prodaje svoj namještaj i lične stvari. Umalo ga uhvate kako testira bamp ključ unutar Larinog trenutnog zatvora.
Kada Džon sazna da će Laru premjestiti za tri dana u udaljenu zatvorsku ustanovu, biva primoran da osmisli hitan plan. U nemogućnosti da proda svoju kuću na vrijeme, razmatra o tome da opljačka banku — ali, odustane u posljednjem momentu. Očajan zbog sve goreg mentalnog zdravlja svoje supruge, Džon prati lokalnog dilera droge do njegove kuće i opljačka njegov novac.
Prateći svoj plan, Džon falsifikuje test krvi zbog kojeg Laru smatraju hiperkalemičnom; ostavlja Luka na rođendanskoj zabavi. Laru premještaju iz zatvora u obližnju bolnicu.
Idući za dokazima koji su ostali u dilerovoj kući, policija prati Džonov automobil, pronađe njegovu praznu kuću i zaključi da planira izbaviti svoju ženu.
Larine čuvare u bolnici napadne i savlada Džon, te uvjeri suprugu da pobjegne s njim. Džon i Lara izlaze iz bolnice, za dlaku uspiju pobjeći policiji i napustiti područje. Otkrivaju da je Luk u zoološkom jer je rođendanska zabava tamo, pa voze do te lokacije da bi ga pokupili — dok policija postavlja blokade na cestama oko grada. Džon i Lara prolaze zahvaljujući tome što su uzeli stariji par da zavaraju policiju. Ostavljaju par kod taksija i voze do kanadskog aerodroma. Policija je navedena na pogrešan trag jer su pronašli dijelove plana za bjekstvo koje je Džon namjerno ostavio za sobom; stoga zaustavljaju pogrešan let... Džon, Lara i Luk uspješno se ukrcavaju na let za Venecuelu.
Detektivi se vraćaju na mjesto zločina gdje je Larin šef ubijen. Retrospekcija prikazuje detalje ubistva i kako je Lara nevina. Sjetivši se da je Lara tvrdila kako je izgubila dugme za vrijeme ubistva, detektiv s pomoćnicom pretražuje obližnji odvod i zamalo pronađe dugme.
Džon, Lara i Luk stižu u hotel u Venecueli. Dok Lara leži pored sina, Luk je ljubi i zajedno zaspu. Film se završava kada Džon uslika suprugu i sina dok spavaju.

## Postava
- Rasel Krou kao Džon Brenan
- Elizabet Benks kao Lara Brenan
- Brajan Denehi kao Džordž Brenan
- Leni Džejms kao poručnik Nabulsi
- Olivija Vajld kao Nikol
- Taj Simpkins kao Luk Brenan
- Helen Keri kao Grejs Brenan
- Lijam Nison kao Dejmon Penington
- Danijel Stern kao Mejer Fisk
- Kevin Korigan kao Aleks Gajdar
- Džejson Begej kao detektiv Kvinan
- Aiša Hinds kao detektiv Kolero
- Tajron Džordano kao Majk
- Džonatan Taker kao Dejvid
- Alan Stil kao narednik Haris
- Riza kao Mus
- Džejms Ranson kao Harv
- Moran Atijas kao Erit
- Majkl Bjui kao Mik Brenan
- Trudi Stajler kao dr Berdi Lifson
- Tajler M. Grin i Tobi Dž. Grin kao 3-godišnji Luk
- Kejtlin Vajld kao Džuli

## Razvoj
Pol Hagis je razvijao film o Martinu Luteru Kingu, ali nije mogao da pronađe izvor za finansiranje. Počeo je da traži manje skupe projekte i naišao je na francuski film Pour elle (dosl. „za nju”) tvorca Freda Kavajea.
Radnja filma Pour elle uključuje nastavnika, Žulijana (Vensan Lendon), koji nailazi na poteškoće kada njegova supruga (Dijana Kriger) postane osumnjičena u istrazi ubistva i uhapšena; Žulijan ne vjeruje da je njegova žena kriva za zločin, pa pokuša da je izbavi iz zatvora. Pour elle je bio Kavajeov režiserski debi. Film je 2010. godine bio jedna od glavnih atrakcija na Francuskom filmskom festivalu koji organizuje Alijans fransez. Kavaje je objasnio radnju i motivaciju za nastanak filma: „Željeli smo da napravimo pravu ljudsku priču o običnom čovjeku koji radi neobičnu stvar jer je suočen s pogrešnom presudom. Film takođe govori o hrabrosti — pričajući o tome kako pokazujete hrabrost u zavisnosti od situacije. U Francuskoj, na primjer, postojali su dobri ljudi koji nisu ulazili u otpor protiv Nijemaca.”
Hagis je kasnije podsjetio: „Uvijek sam želio da uradim mali triler. Uvijek sam volio filmove poput Three Days of the Condor, te romantične trilere... Divan je, mali, 90-minutni film, francuski film.”

### Promjene u odnosu na francuski film
Hagis je napravio određen broj ključnih promjena u odnosu na francuski film:
Prilično je jasno od početka filma da je ona nevina i da je on volio, te da bi uradio bilo šta da je izvadi, a — na kraju — živjeli su od tada srećno. Nevolje u putu su bile dobre ali ja sam mislio da bih mogao učiniti da on plati veću cijenu. Dakle, prva stvar koju sam uradio jeste da sam se zapitao šta je bilo pitanje. Moram da imam pitanje ako započinjem film. Pitanje koje sam smislio, a nisam siguran da li je reflektovano u filmu ili nije, ali je to ono prema čemu sam pisao, bilo je: Da li bi spasao ženu koju voliš ako bi znao da bi time postao neko koga ona više neće voljeti? To me interesovalo. A to nije bilo u francuskom filmu uopšte. Cijelo pitanje oko nevinosti bilo mi je fascinantno zato što ja nisam htio da nužno kažem da li je ona bila kriva ili nevina. Samo sam želio da Džon bude jedini koji vjeruje da je ona nevina. Dokaza je previše. Čak i njegovi roditelji misle da je ona vjerovatno kriva. Čak i njihov sopstveni advokat. Opet on je vjerovao [...] i šta taj nivo vjerovanja učini za nekoga, koliko je infektivan. Dakle, to su dvije stvari s kojima sam se igrao.
Kavaje je rekao za The Age, po pitanju rimejka filma Hagisa, da je on željan „da bude gledalac svog sopstvenog filma”. Režiser je komentarisao vijesti da će za rimejk njegovog filma da bude zadužen Hagis: „To je čudan osjećaj. Napisao sam ovu priču u svom vrlo malom apartmanu u Parizu. Kada sam vidio svoje ime pored Rasela Kroua na netu, bilo je zadivljujuće.”
Hagis je bazirao glavni lik na samom sebi:
Samo sam sjeo i rekao: „Ako bih ja morao da izbavim ženu koju volim iz zatvora, kako bih ja to uradio?” Otišao bih na internet, to je prva stvar koju radim. Proguglao bih „kako pobjeći iz zatvora”. Dakle, to je tačno ono što sam uradio. Išao sam dalje i guglao „kako pobjeći iz zatvora”, „kako provaliti u automobil” i pronašao te fascinantne stvari, i samo ih iskoristio. Zaključio sam da je to ono što bi on učinio. Takođe sam znao da ću doživjeti neuspjeh spektakularno, barem u početku. Ali potom bih nastavio. I bio bih pravo prebijen, i vjerovao bih pogrešnim ljudima, i radio bih pogrešne stvari. Počeo bih se osjećati stvarno dobro što se tiče mene, što sam osmislio cijelu stvar, a potom bi nešto pošlo naopako. Samo bih nastavio sve dok ili ne budem uhvaćen ili ne pobjegnemo ili se nešto ne desi. To je ono što on radi. Dakle, samo sam pokušao da ga učinim kao bilo kojim drugim čovjekom. Volio sam činjenicu da je ovaj tip takođe nastavnik engleskog, tako da je bio romantičar. Pričao je o Don Kihotu. On ima ovu cijelu romantizovanu viziju toga kako se žrtvujete za ženu, kako se ponašate u stvarima kao što je ova. Strašno je romantizovano i tako kompletno nepraktično.

### Snimanje
U oktobru 2009. godine, Hagis i njegovi ljudi bili su u produkcijskoj fazi glavne fotografije — snimajući u Pitsburgu (Pensilvanija). Dana 4. oktobra 2009. godine, snimanje filma je bilo u toku; planirano je da se završi 12. decembra 2009. godine.
Dana 14. decembra, Pittsburgh Post-Gazette je izvijestio da će snimanje filma Sljedeća tri dana biti okončano tog dana — poslije 52 dana snimanja.

## Prijem
U oktobru 2009. godine, film je originalno planiran da izađe 2011. godine; do marta 2010. godine, australijska medijska kompanija Vilidž roudšou bila je spremna da objavi film u Australiji u novembru 2010. godine. U Sjedinjenim Američkim Državama film je izašao 19. novembra 2010. godine.

### Kritički odziv
Film je dobio pomiješane kritike. Rotten Tomatoes daje filmu rejting odobravanja od 50% na osnovu pregleda od 165 kritičara, s prosječnom ocjenom od 5,8/10. Kritički konsenzus veb-sajta je sljedeći: „Rasel Krou i Elizabet Benks dali su sve od sebe, ali njihovi solidni performansi nisu baš dovoljni da kompenzuju za neujednačen tempo i nevjerovatnu radnju Sljedeća tri dana.” Na Metacriticu, film ima prosječnu ocjenu 52 od 100, na osnovu 36 kritika, s navedenim „pomiješanim ili prosječnim ocjenama”.
Rodžer Ibert je nagradio film s dvije i po od četiri zvjezdice i rekao: „Sljedeća tri dana nije loš film; samo je nekako tračenje uključenog talenta.”

### Zarada
Film je počeo s 5. mjestom — sedmičnom zaradom od 6.542.779 dolara u 2.564 bioskopa, za prosječnih 2.552 po bioskopu. Kraj je bio 6. januara 2011. godine, sa zaradom od 21.148.651 dolara na domaćem tržištu. Film je zaradio dodatnih 46.300.000 na prekomorskim teritorijama, za ukupnu zaradu od 67.448.651 dolara u svijetu — što je osrednji uspjeh naspram budžeta od 30 miliona dolara.

## Spoljašnje veze
- The Next Three Days na sajtu  (jezik: engleski)
- The Next Three Days na sajtu AllMovie (jezik: engleski)
- The Next Three Days na sajtu  (jezik: engleski)
- The Next Three Days na sajtu  (jezik: engleski)